# Johan af Klercker
Johan Carl Natanael af Klercker, född 7 maj 1883 i Ängelholm, död 22 november 1933 i Stockholm, var en svensk ingenjör och sportjournalist.

## Biografi
Johan af Klercker var son till ryttmästaren vid Kronprinsens husarregemente Nils af Klercker och Cecilia Sofia Vilhelmina Trozelli. År 1897 flyttade han till Nybrogatan 15b på Östermalm, Stockholm. Hans fullständiga namn var Johan Carl Nathanael af Klercker. Namnen Carl Nathanael är släktnamn ärvt från general Carl Nathanael af Klercker född 1734, som adlades med namnet af Klercker 1780. Han var i sin ungdom målvakt i Djurgårdens IF Fotboll. af Klercker led av skelettelefantiasis, vilket gav honom ett väldigt huvud och stora händer.
Han utexaminerades från Tekniska skolan i Stockholm och avlade mogenhetsexamen 1904. Åren 1904–1906 studerade han vid Tekniska högskolan och var anställd i Mjölkningsmaskin AB 1906–1909. Från 1909 fram till sin död var han sportjournalist i Svenska Dagbladet under signaturen Klehan. af Klercker var en av initiativtagarna till Svenska Dagbladets stafettlöpning 1913, vilken under en lång tid var en av Stockholms populäraste idrottsevenemang. af Klercker tillhörde också stiftarna av Svenska idrottsjournalisternas klubb 1916. Han var i yngre dagar fotbollsspelare, en av stiftarna av SK Neptun 1906 och dess ordförande 1906–1908, ordförande i Svenska Velocipedförbundet 1916–1917 och styrelseledamot i en rad andra idrottsförbund. Han ägnade mycket arbete åt skidsporten och Svenska skidförbundet, vars sekreterare han var 1915–1925. af Klercker ansågs vara en av sin tids främsta domare vid skidhoppningstävlingar. Han erhöll 1920 Riksidrottsförbundets förtjänsttecken och en rad andra utmärkelsetecken. Vid sidan av sitt yrkesliv var han sekreterare under flera år i Djurgårdens IF och hade hand om föreningens medlemsblad. af Klercker insjuknade i spanska sjukan, som följdes av dubbelsidig lunginflamation. Han besegrade sjukdomen 1919.

## Familj
Johan af Klercker gifte sig 1912 med Elsa Matilda Erika Lundin i Oscars församling i Stockholm. Tillsammans fick de en dotter, Elisif Catharina Elsa Wilmicke, som blev Sveriges första kvinnliga domare vid skidhoppningstävlingar. Hans ena bror, advokat Rolf Inge Olof af Klercker (1881–1958), vann SM i konstsimning 1912.
Makarna af Klercker är begravda på Täby kyrkogård.